# 103 v.Chr.
103 v.Chr. is een jaartal volgens de christelijke jaartelling.

## Gebeurtenissen

### Italië
- In Rome wordt Gaius Marius door de Senaat, voor de derde keer gekozen tot consul van het Imperium Romanum.
- Gaius Marius voert met Lucius Cornelius Sulla en het Romeinse leger (± 40.000 man), een veldtocht naar Gallië.

### Syrië
- Antiochus VIII Grypos verbindt zich - door te trouwen met Cleopatra Selena I - met Ptolemaeus IX en Alexander Janneüs.
- Antiochus IX Cyzicenus sluit een alliantie met Ptolemaeus X Alexander en komt in opstand tegen zijn stiefbroer Antiochus VIII.

### Egypte
- De 2-jarige Ptolemaeus XI Alexander vlucht met zijn grootmoeder Cleopatra III naar Kos en groeit op in het heiligdom van Asklepios.

### Palestina
- Salome Alexandra, de weduwe van Aristobulus I, geeft zijn broers hun vrijheid terug en hertrouwd met de oudste, Alexander Janneüs.
- Alexander Janneüs (103 - 76 v.Chr.) volgt zijn broer Aristobulus I op als koning en hogepriester van de Joodse Hasmonese staat.
- Ptolemaeus IX Soter valt vanuit Cyprus met de Egyptische vloot de kuststeden in Judea aan en bezet Galilea.

## Geboren
- Marcus Tullius Tiro (~103 v.Chr. - ~4 v.Chr.), Romeins secretaris van Cicero
- Quintus Caecilius Metellus (~103 v.Chr. - ~59 v.Chr.), Romeins consul en veldheer

## Overleden
- Aristobulus I, koning van de Joodse Hasmoeese staat (Israël)